# Malachite

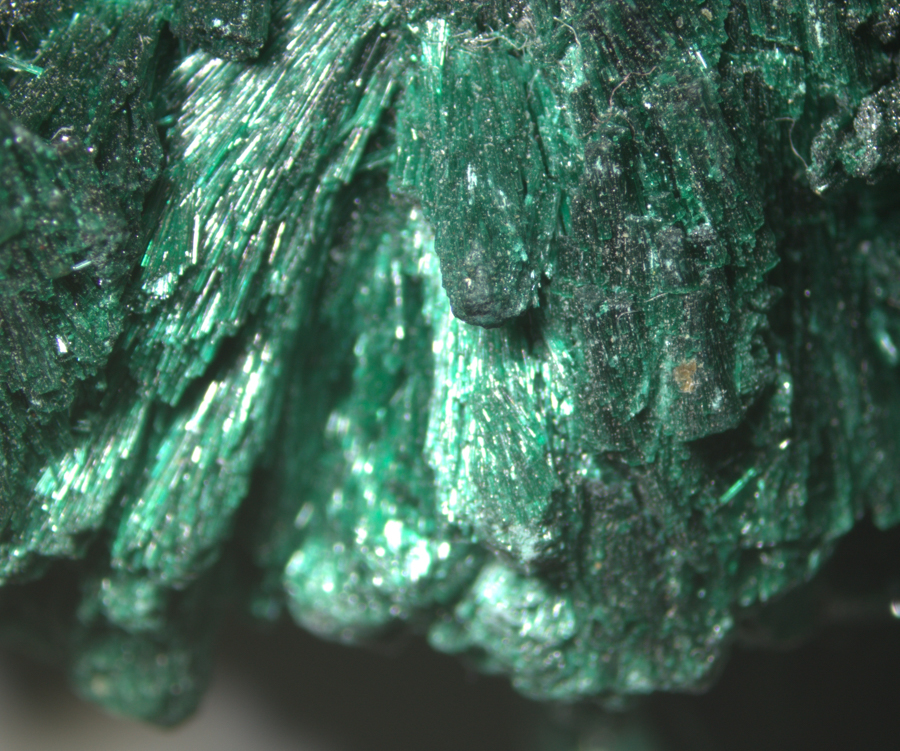
Malachite al microscopio

La malachite (dal greco Μολοχίτης, verde malva) è un minerale di rame appartenente alla classe dei carbonati (per la precisione è un idrossido carbonato rameico), e risulta effervescente al contatto con l'acido cloridrico.

## Morfologia

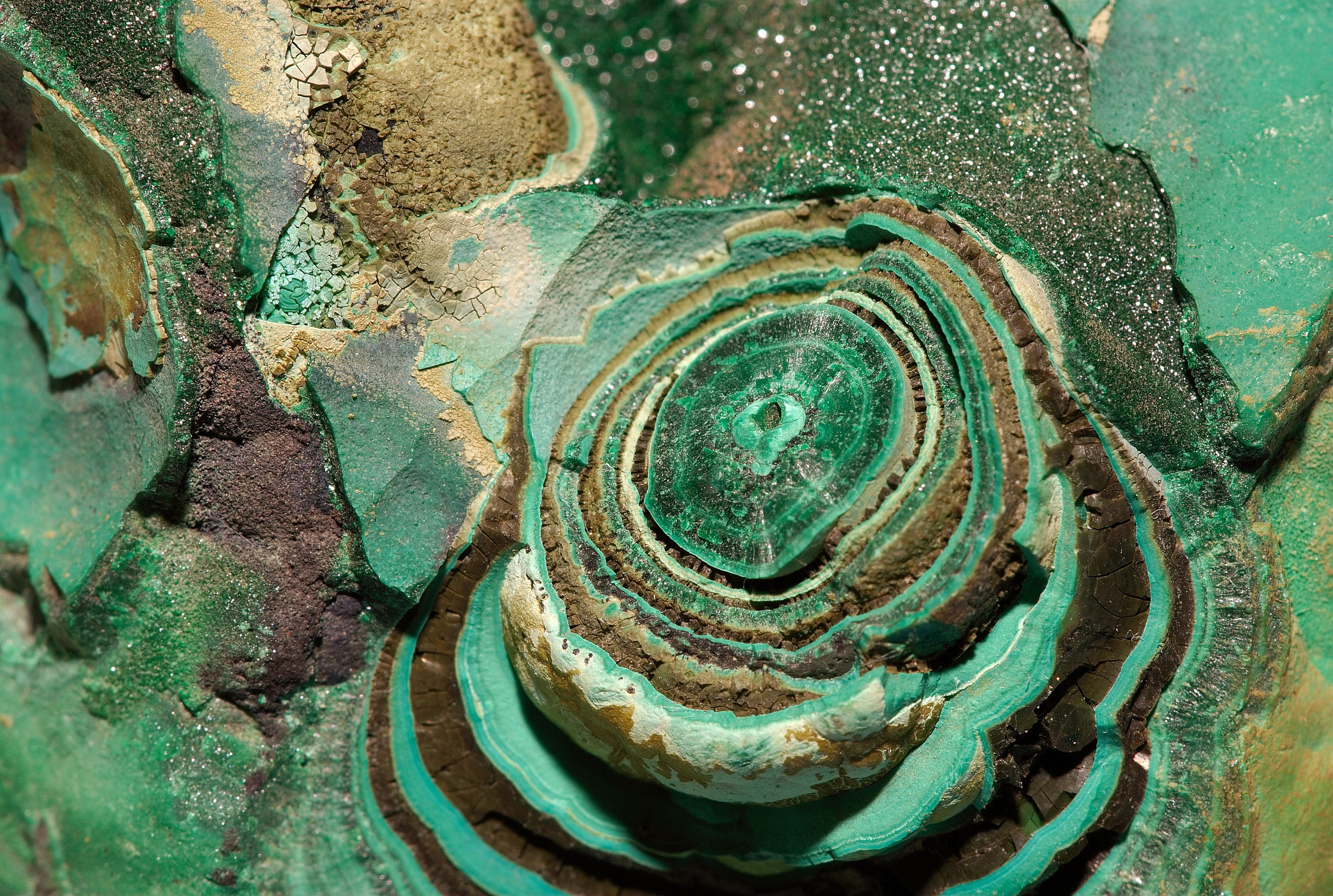
Malachite (Congo)

È quasi sempre microcristallina (strato d'alterazione dei minerali di rame), ma si trova anche sotto forma di strati fibrosi, in ammassi reniformi o efflorescenti.
In alcune cavità può essere raramente rinvenuta malachite in piccoli cristalli aghiformi.

## Origine e giacitura
Si origina per alterazione di minerali con presenza di rame.

## Luoghi di ritrovamento

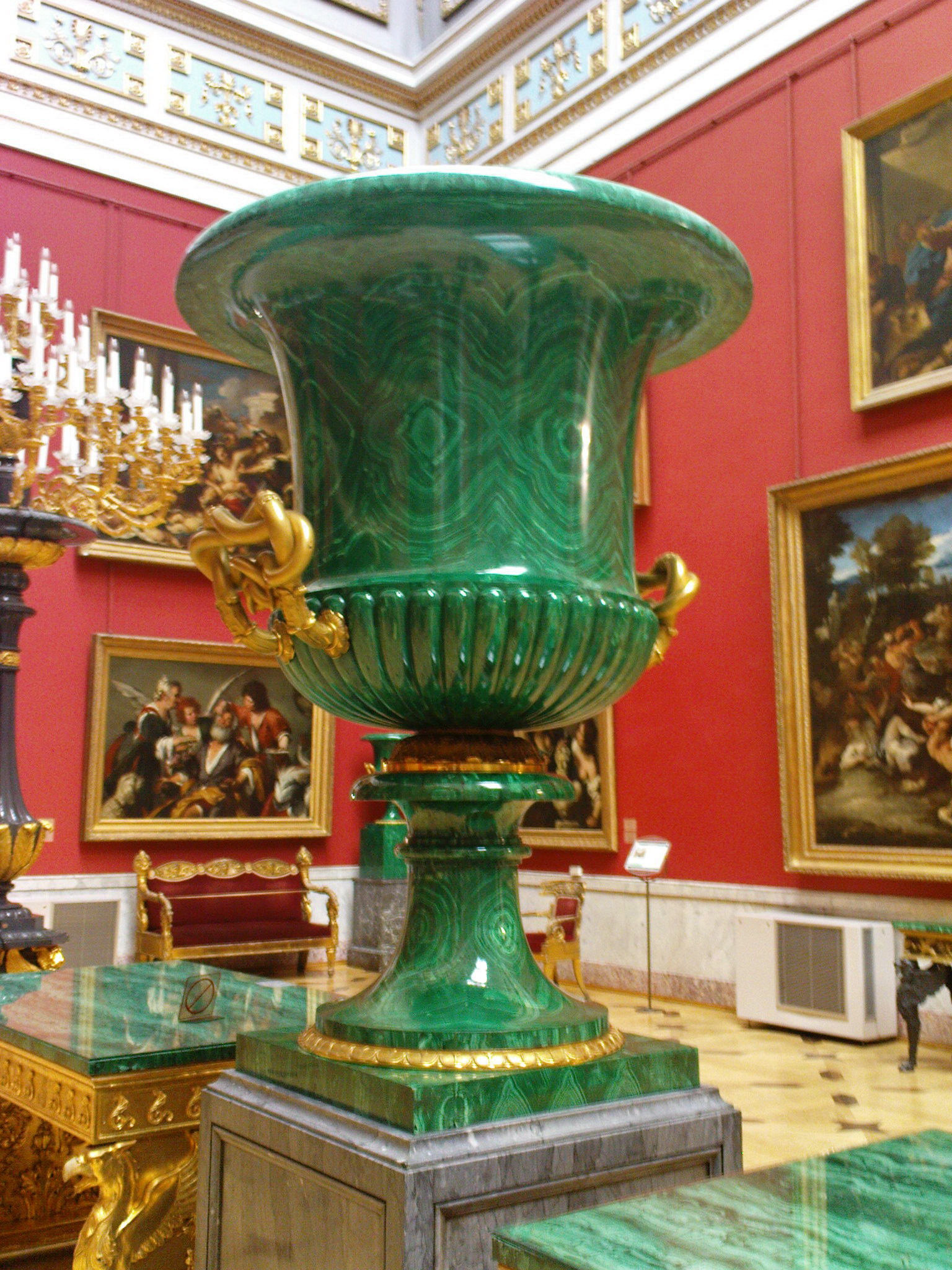
Vaso di malachite conservato al museo dell'Ermitage

I giacimenti sono tutti quelli secondari di rame. I maggiori giacimenti di malachite si trovano in Africa, nella Repubblica Democratica del Congo e nello Zambia, in Russia, Australia e Stati Uniti. I giacimenti più noti dal punto di vista collezionistico sono: Nižnij Tagil (Urali, Russia), Tsumeb (Namibia), Arizona (USA), Chessy (Francia).

### In Italia
In Italia il giacimento più famoso si trova sull'isola d'Elba. È presente anche a Usseglio e Lemie, nelle Prealpi lombarde e nelle miniere della Sardegna come in quelle di Fluminimaggiore e di Domusnovas.

## Utilizzo

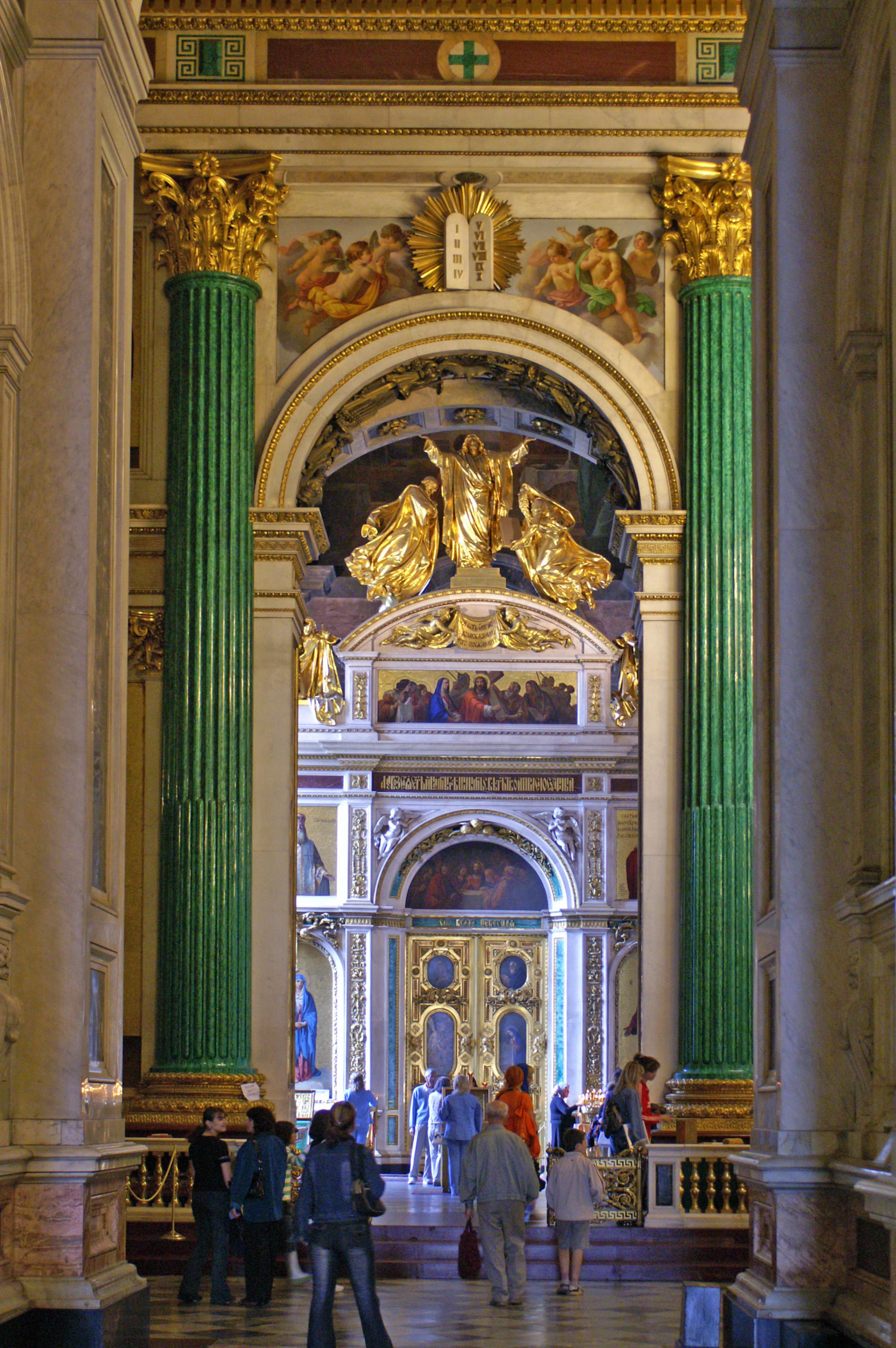
Le colonne della Cattedrale di Sant'Isacco

Per il suo bel colore che va dal verde chiaro al verde scuro, ed il caratteristico accrescimento che la fa caratterizzare con zonature date da sfumature di tonalità, la malachite viene utilizzata in gioielleria soprattutto come cabochon e in oggettistica semipreziosa. Tuttavia essendo un minerale con scarsa durezza, i manufatti in malachite possono rigarsi e rovinarsi facilmente, se usati e toccati senza attenzione.
Pregiati lavori di intaglio vengono dalla Cina e dalla Russia.
Sono famose le bellissime colonne in malachite della Cattedrale di Sant'Isacco a San Pietroburgo, pietra ampiamente utilizzata anche nel rivestimento delle sale della residenza estiva degli zar, il Palazzo d'Inverno, a San Pietroburgo. Le strisce sulla base del trofeo della Coppa del Mondo FIFA, come della Supercoppa italiana, sono di questa pietra.
Malgrado alcune dicerie diffuse sul web è la polvere prodotta durante la lavorazione ad essere tossica, del resto gli stessi siti (in genere parlano dei "poteri" delle pietre) segnalano di portarla a contatto della pelle solo se la pietra è stata lucidata.
I Greci e i Romani ne facevano amuleti ritenendo che proteggesse dagli infortuni. In miniera era chiamata "verdura delle rocce" per il suo colore che la mette in risalto sulla ganga rocciosa circostante.
Veniva anche usato come pigmento pittorico, il pigmento era conosciuto con i nomi: verde azzurro di Spagna, verde azzurro, verde tedesco, verde minerale, verde azzurro di Magna Grecia e verde d'Alemagna.